# Alex Soler-Roig
Alejandro Soler-Roig Janer (Barcelona, 29 de outubro de 1932), mais conhecido por Alex Soler-Roig, é um ex-automobilista espanhol que participou de 10 Grandes Prêmios de Fórmula 1 de 1970 até 1972. Pilotou para as equipes Lotus, March e BRM.
Jamais pontuou durante sua passagem pela categoria, e também não conseguiu chegar ao final das provas que disputou.